# Огур Вадим Олексійович
Вади́м Олексі́йович О́гур (12 травня 1929, Дніпропетровськ — 2 вересня 2012, Київ) — радянський, український архітектор, член Спілки архітекторів України, член Спілки архітекторів СРСР з 1960 року. Зробив значний внесок у відновлення й розвиток Києва.

## Біографія
Вадим Олексійович Огур народився 12 травня 1929 року в місті Дніпропетровську, у дуже дружній родині. Його батько, Олексій Гаврилович, був профспілковим працівником, а мама, Клавдія Михайлівна, надомно виконувала кравецькі замовлення, господарювала. Батьки зі школи допомогли Дімі, як звали його в родині, розпізнати й далі розвивати свої здібності до малювання, взагалі до мистецтва, до творчості. Це допомогло йому правильно вибрати професію та в його майбутній архітектурній діяльності.
У воєнний час, з 1941 до 1943 року, родині довелося евакуюватися до Кемеровської області, де Вадим продовжував навчання в школі.
Після воєнного лихоліття Вадим закінчує із золотою медаллю школу, а потім поступає до Московського архітектурного інституту МАрхІ, який закінчує 1954 року із червоним дипломом.
Свій трудовий шлях Вадим Олексійович починав у Москві в проектному інституті «Союзгіпроторг» (Всесоюзний державний інститут по проектуванню підприємств торгівлі й громадського харчування). В 1955 році він переїжджає до Києва, де спочатку працює в Українській філії «Союзгіпроторгу». За завданням інституту проектує в Києві, Одесі.
З 1960 року Вадим Олексійович працює у проектно-будівельному інституті «Київпроект». Тут він трудиться разом і переймає досвід у таких видатних архітекторів як Каракіс Йосип Юлійович, Олександр Іванович Малиновський, Анатолій Володимирович Добровольський, інших архітекторів. В 1960 році він стає членом Спілки архітекторів СРСР. 
З 1969 по 1985 роки Вадим Олексійович Огур проектував та керував будівництвом головної будівлі Інституту «Київпроект». Під час розробки проекту використовувався найкращий доробок світової архітектури. Це й проекти майстрів Відродження. А саме Мікеланджело, Леонардо да Вінчі та інших. Із досвіду сучасної світової архітектури використовувалися проекти таких знаменитих архітекторів як Людвіг Міс ван дер Рое, Сікейрос та інших архітекторів багатоповерхових будівель світу. Бо будівля «Київпроекту» - це був один з перших «хмарочосів» Києву, та загалом всієї України.
В «Київпроекті» він пройшов шлях від посади керівника групи до керівника архітектурної майстерні «Київпроекту». Він був керівником архітектурної майстерні №6, а потім керівником майстерні №5. З 1970 року він головний архітектор проектів. В «Київпроекті» Вадим Олексійович Огур проробив до закінчення своєї трудової діяльності в 2010 році.
Працював за сумісництвом у ТОВ «Академія будівництва й архітектури».
Багато років Вадим Олексійович викладав, передаючи свій досвід студентам Київського інженерно-будівельного інституту (нині Київський національний університет будівництва і архітектури), вів дипломні роботи студентів-архітекторів Київського державного художнього інституту (нині Національна академія образотворчого мистецтва і архітектури).
Багато уваги Вадимом Олексійовичем приділене спорту. Це й ретельне проектування спортивного залу в рідному «Київпроекті», на інших об'єктах проектування, і активна участь у спортивних змаганнях по бадмінтону, іншим видам спорту в побудованому спортзалі. Це регулярна фіззарядка вдома. Влітку пробіжки парком, а взимку лижні походи з родиною.

## Родина
В 1962 Вадим Олексійович одружується. Дружина Маргарита Михайлівна архітектор. Навчалася та закінчила Київський будівельний інститут. Двоє дітей – син Максим закінчив КПІ - інженер-електрик і дочка Катерина Іщенко закінчила Київський національний університет будівництва і архітектури - архітектор. У Катерини двоє дітей - Владислав та Артем.

## Творчість
Під його керівництвом були запроектовані й побудовані такі значимі об'єкти Києва, як:
- Комплекс ВПШ (нині Інститут міжнародних відносин і Інститут журналістики) — Київ, 1986;
- Нова забудова вулиці Горького (ГАП – Шпара І.П. і ГАП – Розенберг В.А.);
- Забудова в історичній частині Подолу;
- Реконструкція Будинку Совміну по Михайла Грушевського, 12, і інші об'єкти (див. архів "Київпроекту" на Богдана Хмельницького, 16-22).

Як головний архітектор проекту і як автор має цілий ряд видатних споруд у м. Києві:
- Житловий будинок з магазином «Гастроном» на розі вул. Червоноармійської (В. Васильківська) і вул. Саксаганського за адресою В. Васильківська, 45, у співавторстві ( 1964 р.);
- Дитячий комплекс «Лісова галявина» на 19 км Житомирської траси ( 1968 р.);
- Комплекс будинків інституту «Київпроект» і Шевченківської держадміністрації (1969-1985) — Київ, вул. Богдана Хмельницького, 16-22 та 24 (разом з Валентиною Іванівною Козловою)[2][3][4];
- Багатоповерховий житловий будинок по просп. Перемоги, 39 (1983-1986 г.);
- Будинок Базового Центру Київських теплових мереж по вул. Горького, 29 ( 1990 р.);
- Багатоповерховий житловий будинок по вул. Жмаченко, 39 ( 2006 р.);
- Багатоповерховий житловий будинок по вул. Верховинна, 91 ( 2006 р.);
- Житловий квартал по вул. Саперно – Слобідський, 8-10 (1993-2007 г.) (див. архів "Київпроекту").

Під його керівництвом розроблений типовий проект дитячих ясел-садків на 320 місць, який набув широкого застосування на київських житлових масивах (див. архів "Київпроекту").
Серед останніх робіт потрібно назвати розробки багатоповерхових житлових комплексів:
- по вул. Драгомирова, 2-А (2007) (Печерський район Києва) — головний архітектор проекту[1][5].
- у житловому масиві «Позняки-4»;
- по вул. Щусева;
- у кварталі по просп. Перемоги, 15 А.